# VéloSoleX
En VéloSoleX (i Danmark normal kaldt en Velo') er en motoriseret cykel / cykel med hjælpemotor / lille knallert, hvis motor er udviklet af den franske maskinfabrik Solex under 2.verdenskrig, og kom på markedet i de sidste måneder i 1946.
I Frankrig stoppede produktionen i 1988, men er igen startet op (2005) i firmaet Mopex, mens den også foregår i andre europæiske lande og Kina. 
I Frankrig kan Velosolex – da den betragtes som en motoriseret cykel – anvendes af enhver, der er over 14 år gammel, og uden nogen tilladelse. Derfor blev Velosolex et yndet transportmiddel hos franske gymnasieelever. I Danmark kører den som almindelig lille knallert, derfor kræves der knallertkørekort for at køre den.

## Modeller med drivrulle
VeloSolex er ikke det første transportmiddel med en motor, der driver forhjulet.
Den er heller ikke den første, der anvender en drivrulle (som en røvskubber, der trækker på baghjulet). Imidlertid kunne Velosolex, ved hjælp af masseproduktion, sælges til en meget lav pris, der i lange perioder kun udgjorde det dobbelte af, hvad en normal cykel kostede. Hertil kom den store pålidelighed og den simple vedligeholdelse.
Den model, der indtog pladsen som symbolet på Velosolex, var S3800, (i de fleste andre lande kendt som 'SoleX', men i Danmark oftest kendt under navnet 'velo'), der med sin motor over forhjulet fik tilnavnet: ”Cyklen, der kører af sig selv”, dog afsløret af en lille benzinmotor placeret over forhjulet.
Den lille to-taktsmotor, har sin krumtap ophængt asymmetrisk, og en cylinder på 49 cm3. Motoren er placeret over forhjulet, hvor den via en svinghjulskobling står i direkte forbindelse med en drivrulle, en lille ru cylinder, der overfører motorens kraft til forhjulet.
Man starter den ved at sætte sig op på den og med pedalerne køre den i gang; det er også muligt ganske enkelt at skubbe/trække den i gang. Hele konstruktionen medfører et temmelig hurtigt slid på fordækket, især de ældre modeller uden svingkobling, samtidig kan funktionen være mindre virkningsfuld, hvis fordækket er vådt. Dette kan gøre det vanskeligt at få den i gang om morgenen, især hvis der har dannet sig is på dækket i løbet af en kold nat, og man ikke aftenen før har tørret dækket af for væde og gadesnavs.
Motorenheden, der er fastgjort til forgaflen, består også af en benzintank til 1,4l olieblandet benzin (oprindelig solgt i bl.a. Frankrig under navnet Solexine), her findes også transmissions-systemet, tændingssystemet inklusive lysspolen, en forlygte, der tidligere nærmest var en svagtlysende lampe end en egentlig lygte. Hele enheden kan være omgivet af et beskyttelsesgitter. Udstødningen er ført ned langs forhjulets højre side. 
Motoren standses med en snøfteventil/dekompressionsventil. Lyskontakten er monteret direkte på motorenheden lige bagved forlygten.
Bremserne består af en håndbetjent fælgbremse på forhjulet, medens der sidder en fodbetjent tromlebremse på baghjulet, som en almindelig cykelbremse. Håndtaget til forhjulsbremsen er også koblet til karburatoren, og tager dermed samtidig gassen fra motoren. De nyere Velosolex’er er derudover udstyret med et gashåndtag i højre side. 
Der er ingen gearkasse og ingen affjedring udover den i sadlen.
Motoren kan frakobles ved at man vipper den lidt bagover og hægter den fast i en dertil beregnet krog, hvilket frigør motoren fra forhjulet. Dette gør det muligt at køre som på en ganske normal (lidt tung) cykel.

## Modellerne fra prototype til e-Solex og Velosolex af i dag
Den første Velosolex kom på markedet i 1946. Fra introduktionen og til i dag er der solgt omkring 7 millioner i Frankrig samt andre lande, især i Holland hvor geografien er karakteristisk ved ikke at have store stigninger (de hollandsk licensfremstillede Velosolex’er er brune med gul forskærm og ikke sorte). Op til nu er Velosolex solgt både fra importører og fra licensproducenter i 57 lande. I Danmark blev Velosolex bygget og samlet på Hamlet fabrikkerne på Amager.

### Modeller med forhjulstræk
Modelnumrene afspejler antallet af producerede enheder (i tusinder), da de enkelte modeller kom frem.
- Prototypen er fra 1941; af denne findes kun ganske få.
- Modellerne kaldet 45cc, af hvilke der findes talrige mellemstadier, kom i 1946 med en 45 cc motor med 0,4 HK ved 2.000 omdrejninger.
- Model 330 kom frem i 1953 med en 49 cc motor, der gav 0,5 HK.
- Model 660 kom i 1955.
- Model 1010 kom i 1957.
- Model 1400 kom i 1958.
- Model 1700 kom i 1959. Den første med slyngkobling og blæserkøling.
- Model S2200 kom i 1961 med forøget motorkraft på 0,7 HK; det var den første model med støjdæmpning af tændingen i form af en metalkappe, der omslutter tændrøret og luftfilteret. Denne model fremkom i to motorversioner V1 og V2.
- Model S3300 kom i 1964 med tromlebremse bag; stellet var nu bygget af stålplader og ikke længere af et rør.(svarende til model S3800).
- Model S3800 kom i 1966 (modellen blev symbolsk opfattet som den rigtige Velosolex). Farvede modeller holdt deres indtog med S3800 luxe og S3800 superluxe (der eksisterede allerede en Velosolex ”export” model udført i kaffebrun farve. Denne solgtes kun i Holland, og kunne ikke leveres i Frankrig).
- Model 5000 kom i 1971, med små hjul (16" mod tidligere 19"), hvid motorbeklædning og leveredes i fire farver; gul, palme(orangerød), blå atol og (meget sjældent) hvid.
- Model Micron kom i 1968 med endnu mindre hjul (12,5"). Den leveredes med en S3800 motor, men havde ingen pedaler og lignede nærmest et motoriseret løbehjul.
- Model Pli-solex kom i 1973. Det er en sammenklappelig model 5000; den er meget sjælden, idet den kun blev lavet i 20.000 eksemplarer.
- Model Black’n Roll S4800 kom i 2005 med tilpasning til EU-kravene. Det er en moderniseret S3800. Den sælges ikke under mærket Solex men som Mopex.

### Andre modeller
- Model F4 var en børnecykel med en plastkopi af en S3300 motor. Den var udstyret med en lydgiver, der fik den til at lyde som en rigtig Velosolex.
- Model Flash 1969 (senere modeller kaldet 6000) var en model med baghjulstræk, udstyret med skivebremser og en kardanaksel i stedet for kæde.
- Model Ténor, kom i 1973 som en virkelig opgradering af Velo'en (med Franco Morini, senere Anker Laura) med baghjulsaffjedring og gearkasse (lignede ikke de øvrige modeller, men mindede mere om en Puch Maxi med baghjulstræk).
- Lé-Solex en elektrisk drevet model, der minder om den originale, men i virkeligheden har drev på baghjulet, kom frem i slutningen af 2006.
- Le Black’n Roll 4800 er en ny udgave af 3800 med katalysator fremstillet af Mopex i Frankrig.
- Mopelex er en hybridmodel drevet af både elektricitet og benzin, fremstillet af Mopex i Frankrig. Modellen blev skabt for at deltage i Lepine 2006.
- VeloSolex 4800 fremstilles i Frankrig og sælges af VeloSolex America. LLC
- Model e-Solex er en elektrisk Velosolex.

## Brændstof
Som brændstof anvendes en blanding af benzin og to-takts motorolie (knallertbenzin), men det er nødvendigt at afkokse motoren hvert år, eller for hver 4.000 km, som for de fleste andre to-takts knallertmotorer.
Et brændstof ved navn Solexine, der blev solgt i dunke, gjorde denne afkoksning unødvendig. I Frankrig ses en Velosolex ofte med en dunk monteret på forgaflen, beregnet til Solexine. Denne ses ret sjældent i Danmark. 
Trods tidens uvaner har man aldrig foreslået, at denne dunk skulle kunne aflåses – øjensynlig har det aldrig været nødvendigt.
Solexine (som distribueredes af BP) blev solgt i dunke med gul/grøn bemaling (BP's farver), og indeholdt en liter. Det er en blanding med 6% olie plus visse additiver. Benzinen, der anvendes, er blyfri.
Det beskedne forbrug hos en Velosolex har ført til at man i Frankrig som reklame i 1960'erne sagde: ” Én Sou (dvs. fem centimer af en Franc) pr. kilometer (i tidens vekselkurs ca. 6,7 øre pr. km). 
I virkeligheden kører Velo'en udmærket på en 2 % olieindblandet benzin, hvis man anvender en moderne to-taktsolie.

## Særligt udstyr
Den dyreste, og også den mest sårbare enhed på en Velo, er det kombinerede blæser- og magnetsvinghjul, som giver motoren sit cylindriske udseende: En tud på blæserafdækningen, som er konstrueret af et enkelt stykke plastic, leder luften hen mod cylinderen, og giver dermed køling. 
De entusiatiske Velo-ejere køber som tilbehør et forkromet beskyttelsesgitter (ses på mange fotografier), som beskytter motorenheden ved styrt. 
Der eksisterer også, for de der vil gøre ekstra meget ud af det, et beskyttelsesgitter lavet i aluminium, et særligt støtteben i aluminium, ekstra brændstofdunke til Solexine, samt en mængde andre tilbehørsdele, som det vil gå for vidt at nævne.
Kondensatoren, som er en del af tændingssystemet, er en sårbar enhed, som man ofte må udskifte ca. hver andet år.

## Lovprisninger
- Jacque Sternberg, har i sin bog ”At leve og overleve: afsked, klar dig selv, ude af kurs” ( illustreret af Gourmelin) givet en lovprisning af Velosolex i modsætning til almindelige motorcykler. Her nævnes følgende punkter:
  - Dens motor er, når lydpotten er i orden , ekstraordinær lydløs, hvilket gør det muligt, at høre lyde i landskabet, og fuglenes sang.
  - Dens hastighed er begrænset til 30-35 km/timen, hvilket gør det til en glæde at passere langsomt gennem landskabet og føle brisen på huden; og ikke være spændt inde i en læderbeklædning.
  - At det er muligt at hjælpe motoren ved at træde lidt i pedalerne, hvilket modvirker sløvhed.
  - I tilfælde af et uheld, hvor motoren står stille, kan ejeren af en Velosolex løfte motoren fra og bruge befordringsmidlet som en ganske almindelig cykel. (dette var især muligt frem til model 1010, men er blevet mere hypotetisk ved de nyere modeller, hvor dækkene er blevet sværere og befordringsmidlet tungere, ydermere sværere på grund af udsagn om en svag krank, der ikke gør det behageligt at forestille sig en køretur på mere end to til tre kilometer).

## Anekdoter

### I filmens verden
- I TV-serien Janique Aimée åbnes der uvægerligt med en scene, hvor man ser Janique på sin Velosolex, hvorved man associerer sig med middelklassens franskmænd.
- Brigitte Bardot viste sig første gang på det hvide lærred i 1952, hvor hun kørte på en Velosolex i ”Det normanniske hul” af Jean Boyer.
- I filmen ”Mon oncle” fra 1958 kører Jacques Tati på en Velosolex.
- I 1968 kører Cruchot (Louis de Fumes ) på sin Solex for at besøge sin Josepha.
- Mr. Bean (Rowan Atkinson) kører på en Velosolex i sit sidste afsnit.
- I 1975 , (Three days for Condor) af Sydney Pollack, kører Joseph Turner (Robert Redford) på en Velosolex fra sit kontor i New York.
- I marts 2007, i dokumentarfilmen ”Les Lip, begrebet magt” kører fagforeningmanden Charles Piaget på arbejde på en Velosolex.
- I marts 2009 har Wall Street Journal lagt et video-klip på nettet, hvor der køres på VeloSolex.

## Forhandlere af Solexine
- Der eksisterede (i det mindste op til 2003) en forhandling af Solexine ved en automat på Boulevard Sant-Michel i Paris. Eftersom møntindkastet ikke kan klare Euro-mønter, må man hos assistenten på tankstationen købe originale 5 Franc-stykker, som man så kan kaste ind i automaten. (En artikel i Le Monde har beskrevet denne særegenhed).
- Forhandlingen af Solexine i Frankrig (og i Danmark) blev normalt varetaget af en række tankstationer. I virkeligheden drejede det sig om en særlig håndpumpe, hvorfra man kunne købe blandingen af benzin og olie.